# DCI-P3

P3-Farbraum im Vergleich, unter anderem mit dem kleineren sRGB-Farbraum und dem größeren Rec-2020-Farbraum

DCI-P3 oder DCI/P3 ist ein gebräuchlicher Farbraum für digitale Filmprojektion aus der US-amerikanischen Filmindustrie. Er deckt den Bereich natürlich vorkommender Oberflächenfarben (nach Michael R. Pointer, 1980) großteils ab (in CIE 1931: 85,5 %, in CIE 1976 u’v’: 86,9 %) mit den deutlichsten Abstrichen im Grün-Blau-Bereich. Der abgedeckte Bereich der menschlichen Wahrnehmung (CIE 1931: 45,5 %, CIE 1976: 41,7 %) ist im CIE-1931-Farbraum vergleichbar groß wie beim Adobe-RGB-Farbraum (45,2 %, 38,7 %), dagegen allerdings leicht rotverschoben. Die blaue Primärfarbe ist dieselbe wie bei Standard-RGB (sRGB) und Adobe RGB; die rote ist gleichfarbiges Licht von 615 Nanometern Wellenlänge.
Er wurde von dem Verband Digital Cinema Initiatives, LLC (DCI) definiert und in dem Standard RP 431-2 der Society of Motion Picture and Television Engineers (SMPTE) veröffentlicht.
Als ein Zwischenschritt vor der Implementierung des deutlich weiteren BT.2020 soll er auch in Fernsehsystemen und im Heimkino-Bereich zur Anwendung kommen.